# Канака
Канака (грч. Κανάκη) је у грчкој митологији била кћерка Еола и Енарете. 

## Митологија
Канака је страсно волела свог брата, Макареја, коме је у тајности родила девојчицу, Амфису. Када је Еол сазнао за ово, дете је бацио псима, а својој кћерки је послао мач, натеравши је да изврши самоубиство. Према другом предању, Канака је волела Посејдона и родила му пет синова; Алоеја, Епопеја, Ниреја, Триопа и Хоплеја.